# Comuna Chibed, Mureș
Chibed (în maghiară: Kibéd) este o comună în județul Mureș, Transilvania, România, formată numai din satul de reședință cu același nume.

## Istorie
Comuna a fost înființată în anul 2003, prin Legea Nr.338/2003, privind reorganizarea comunei Ghindari.

## Demografie
Componența etnică a comunei Chibed
     Maghiari (95,26%)
     Alte etnii (4,74%)
Componența confesională a comunei Chibed
     Reformați (87,92%)
     Adventiști (2,54%)
     Martori ai lui Iehova (1,91%)
     Romano-catolici (1,45%)
     Alte religii (1,68%)
     Necunoscută (4,51%)
Conform recensământului efectuat în 2021, populația comunei Chibed se ridică la 1.730 de locuitori, în scădere față de recensământul anterior din 2011, când fuseseră înregistrați 1.762 de locuitori. Majoritatea locuitorilor sunt maghiari (95,26%). Din punct de vedere confesional, majoritatea locuitorilor sunt reformați (87,92%), cu minorități de adventiști (2,54%), martori ai lui Iehova (1,91%) și romano-catolici (1,45%), iar pentru 4,51% nu se cunoaște apartenența confesională.

## Politică și administrație
Comuna Chibed este administrată de un primar și un consiliu local compus din 11 consilieri. Primarul, Botond-Csaba Zakariás[*], de la Uniunea Democrată Maghiară din România, este în funcție din 1 noiembrie 2024. Începând cu alegerile locale din 2024, consiliul local are următoarea componență pe partide politice:
|  | Partid                                 | Consilieri | Componența Consiliului | Componența Consiliului | Componența Consiliului | Componența Consiliului | Componența Consiliului | Componența Consiliului | Componența Consiliului | Componența Consiliului | Componența Consiliului | Componența Consiliului | Componența Consiliului |
|  | -------------------------------------- | ---------- | ---------------------- | ---------------------- | ---------------------- | ---------------------- | ---------------------- | ---------------------- | ---------------------- | ---------------------- | ---------------------- | ---------------------- | ---------------------- |
|  | Uniunea Democrată Maghiară din România | 11         |                        |                        |                        |                        |                        |                        |                        |                        |                        |                        |                        |

## Atracții turistice
- Biserica reformată din Chibed
- Monumentul Eroilor
- Muzeul satului

## Vezi și
- Biserica reformată din Chibed
- Dealurile Târnavelor și Valea Nirajului (arie de protecție specială avifaunistică)
- Dealurile Târnavei Mici - Bicheș (sit de importanță comunitară)

## Imagini

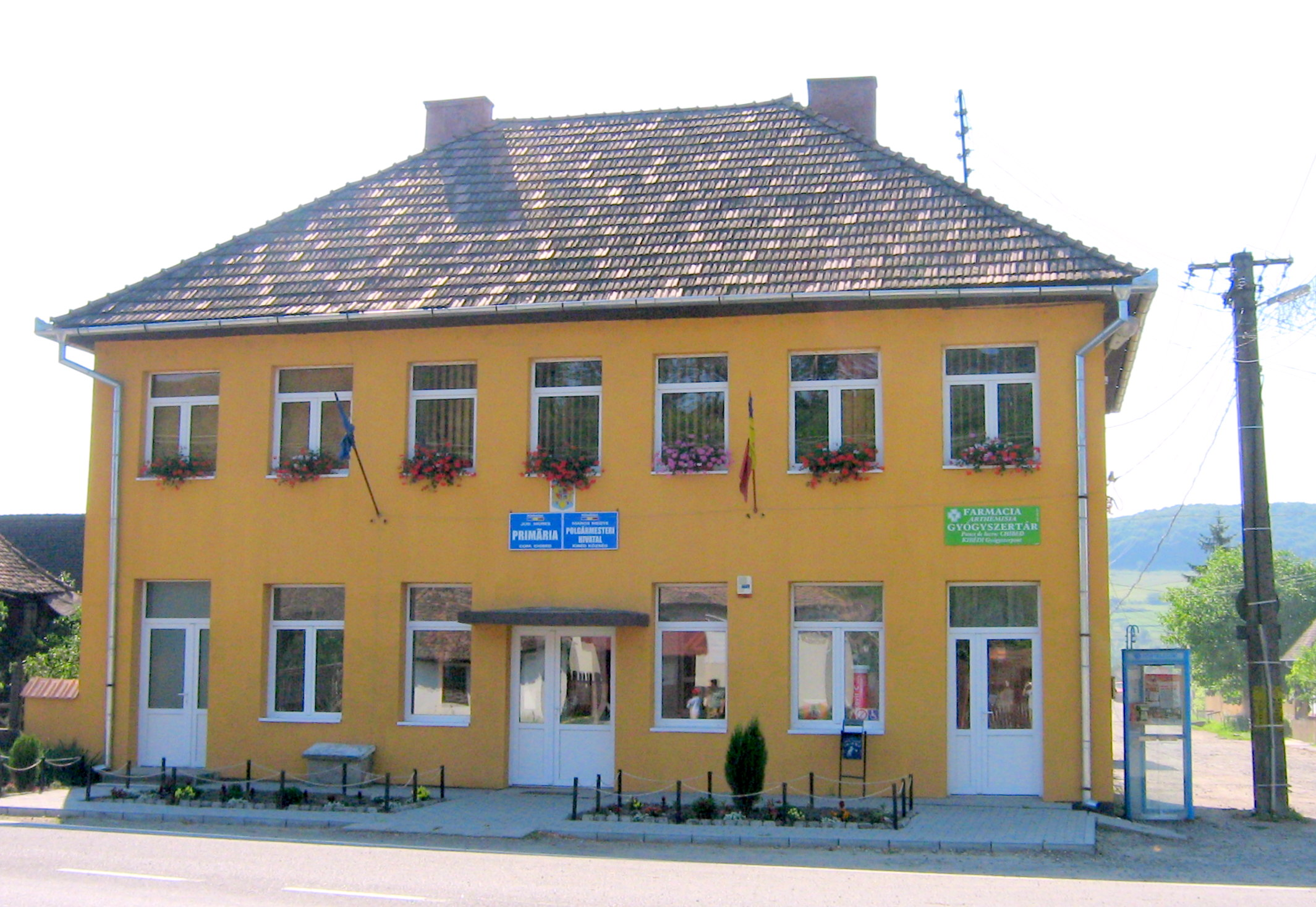
Primăria comunei Chibed
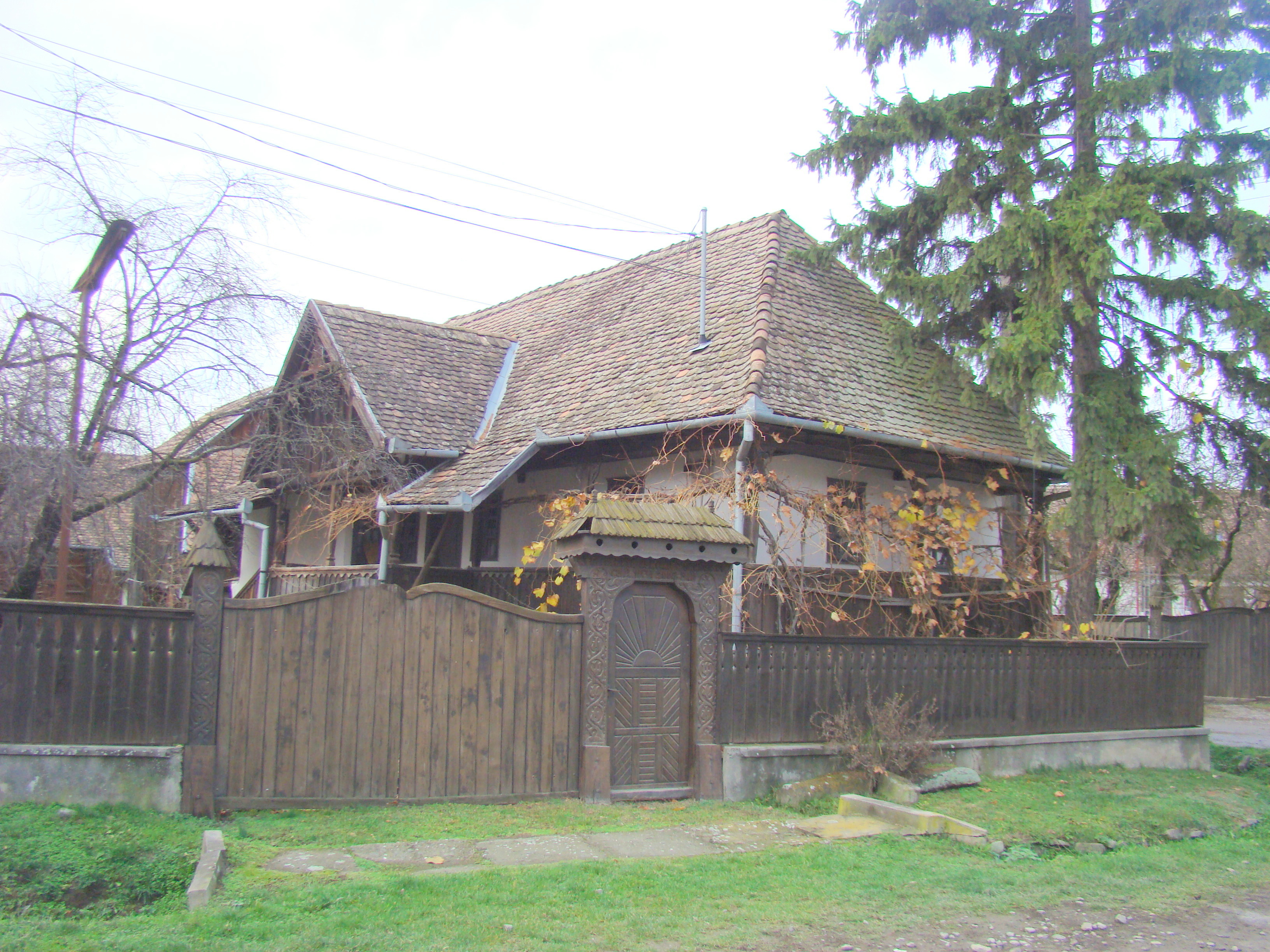
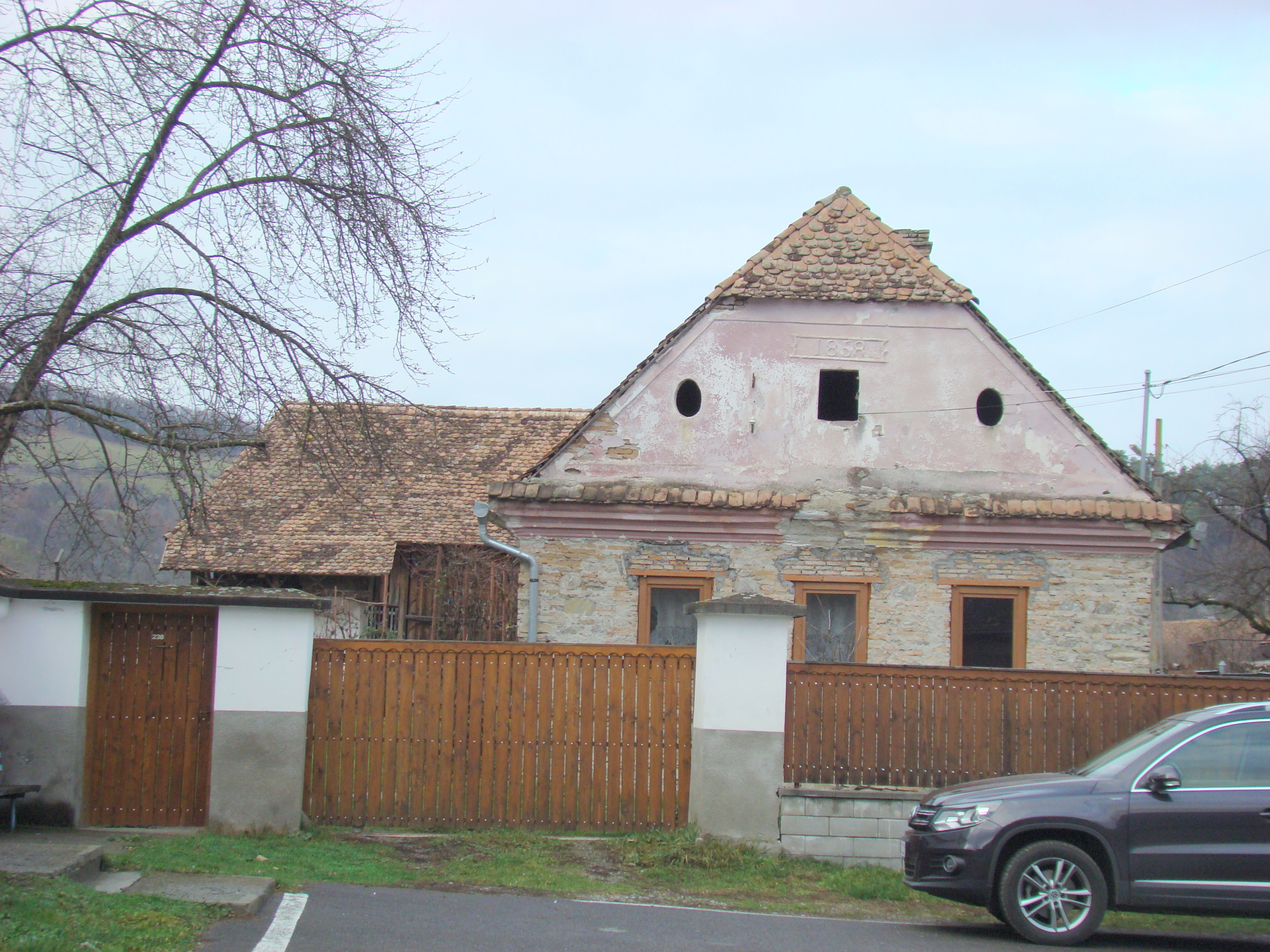
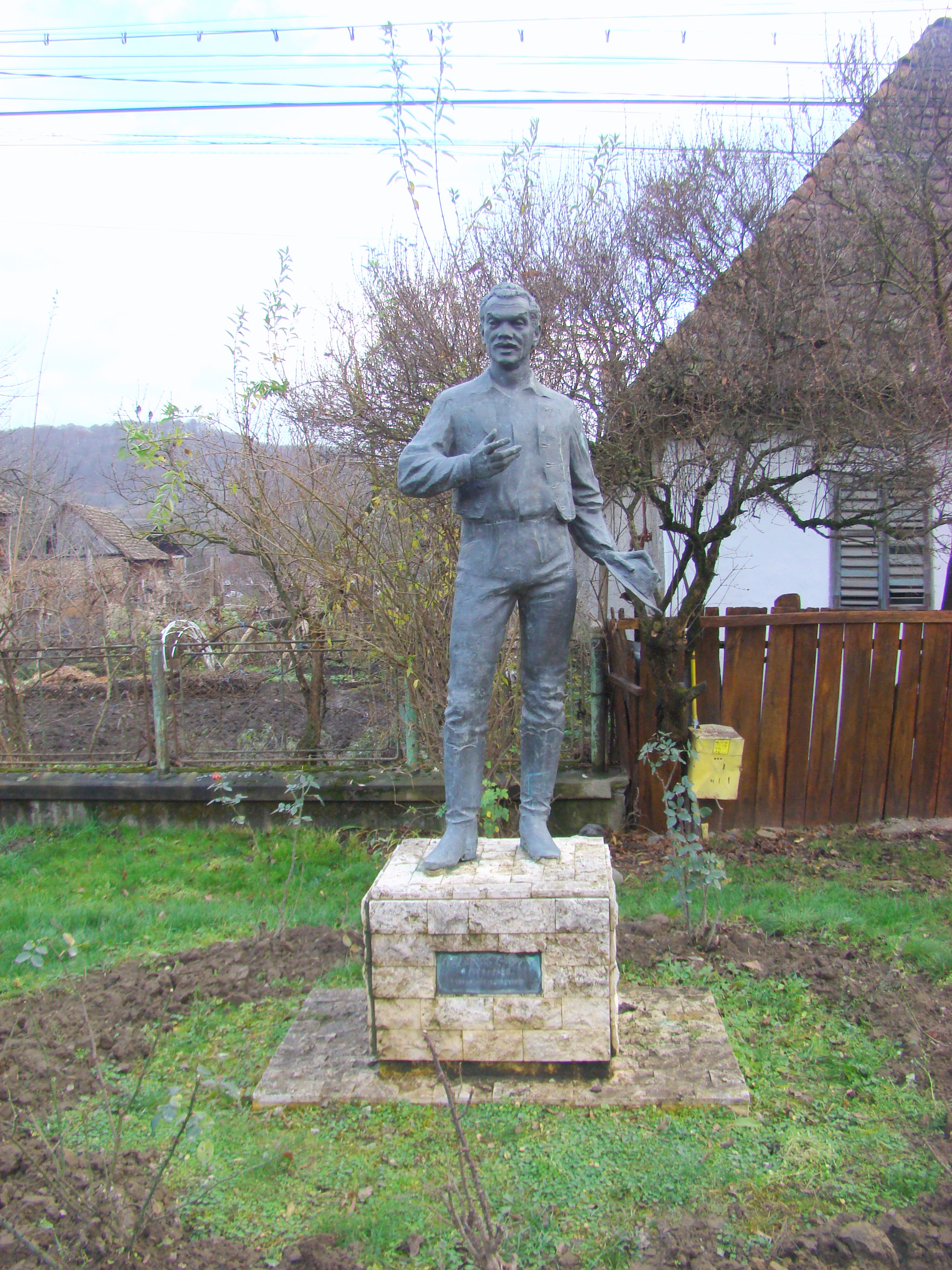
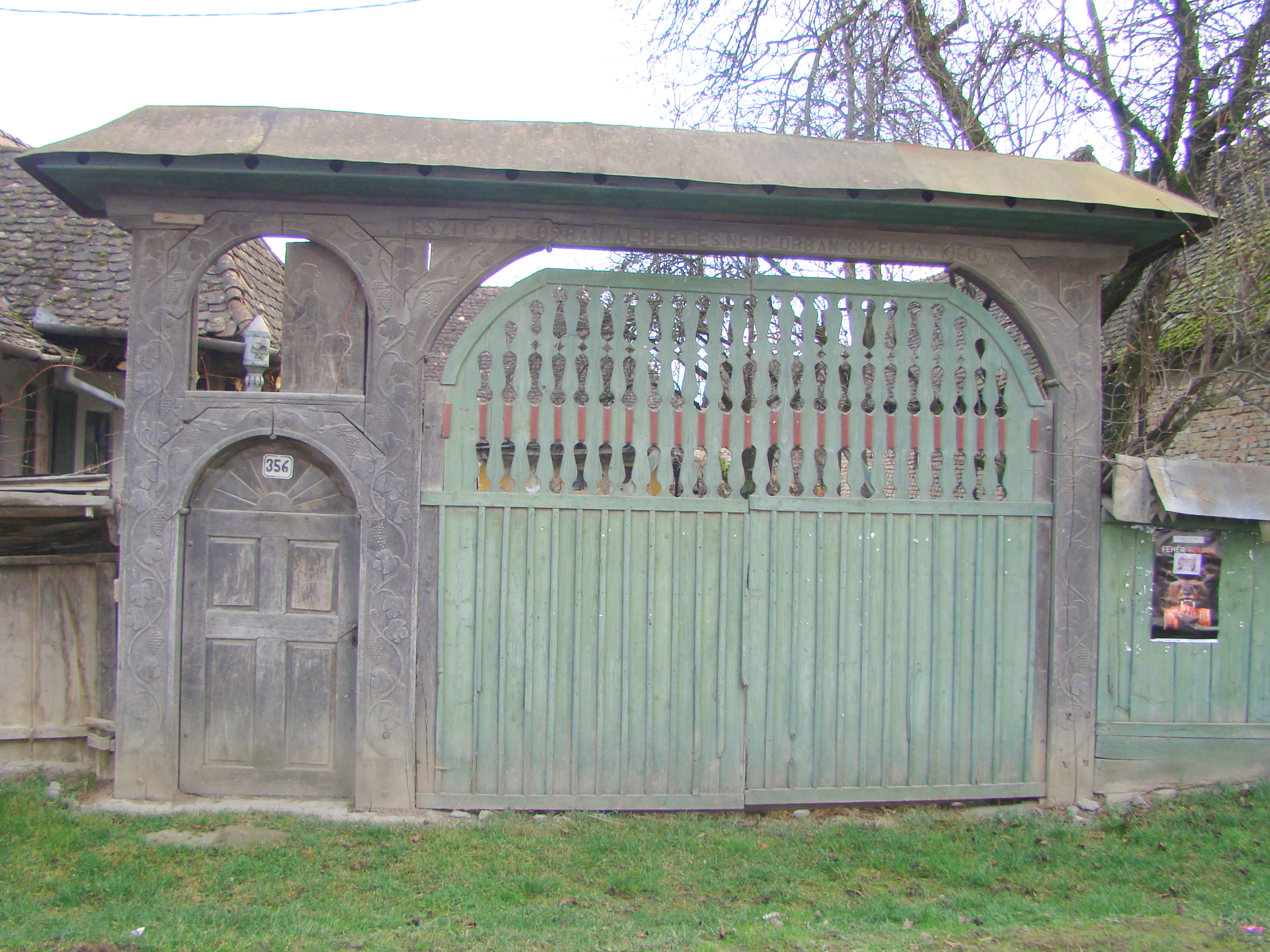
Poartă secuiască de lemn
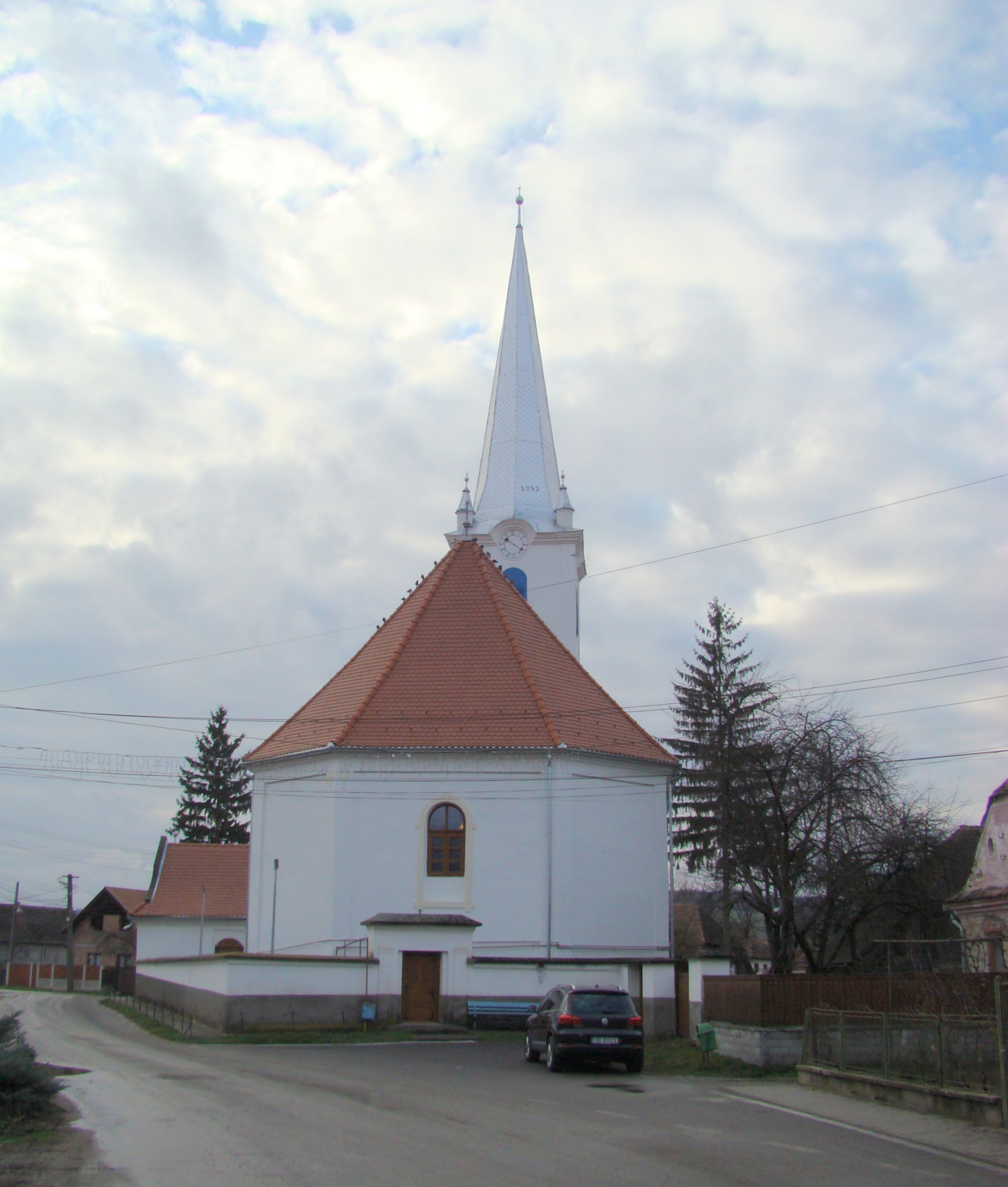
Biserica reformată (1821)
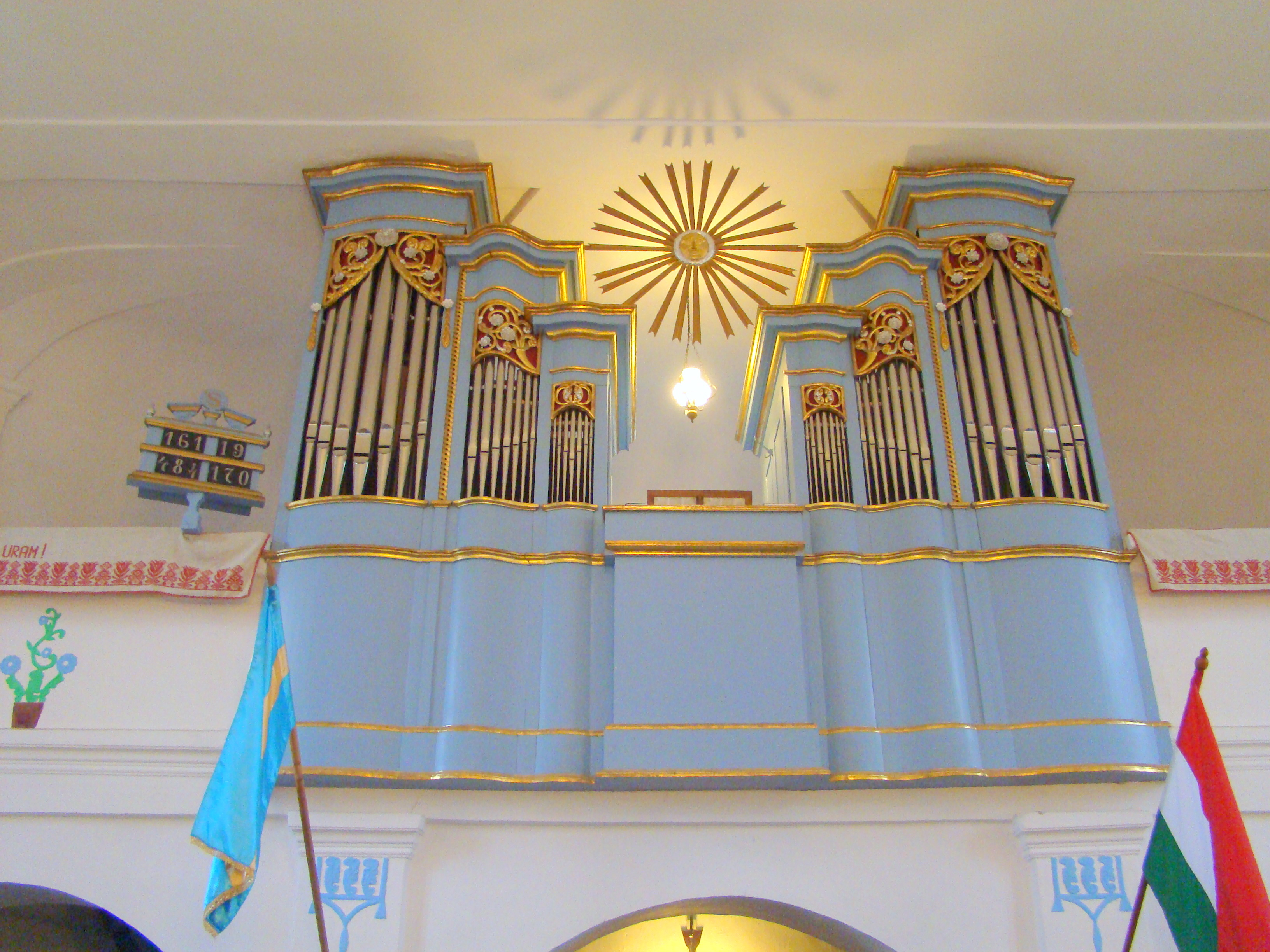
Biserica reformată (orga)
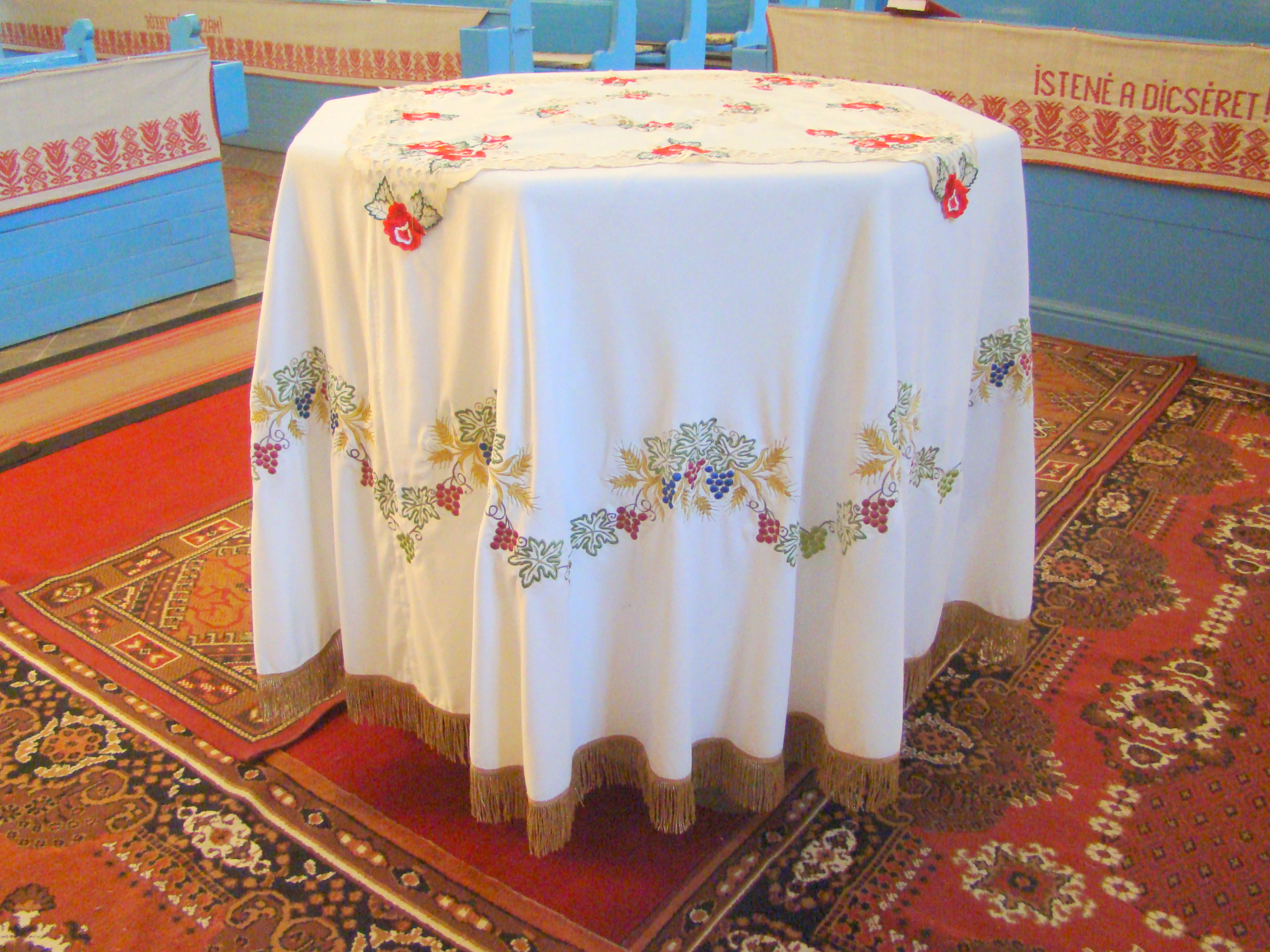
Biserica reformată (Masa Domnului)
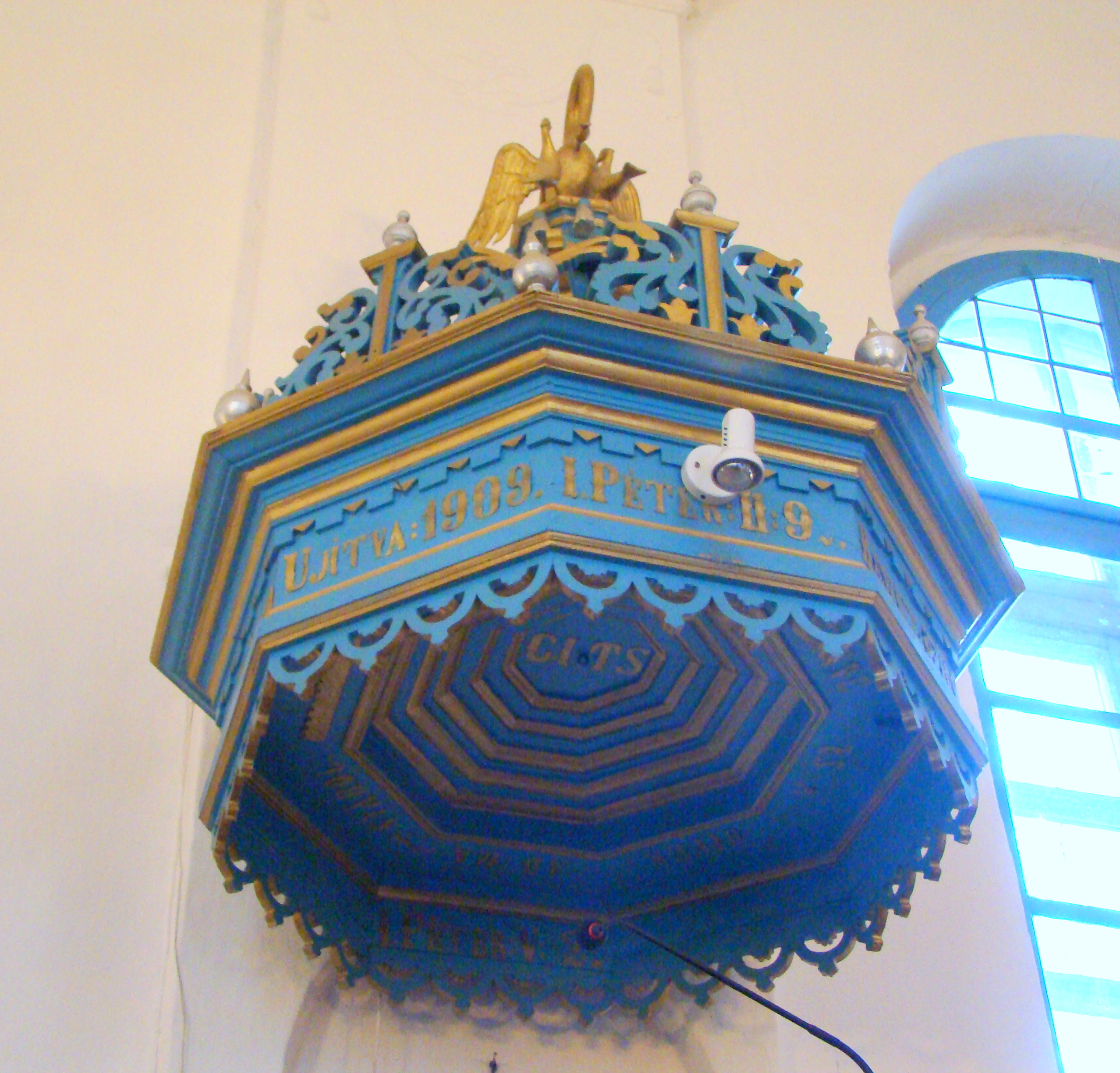
Biserica reformată (coronamentul amvonului)
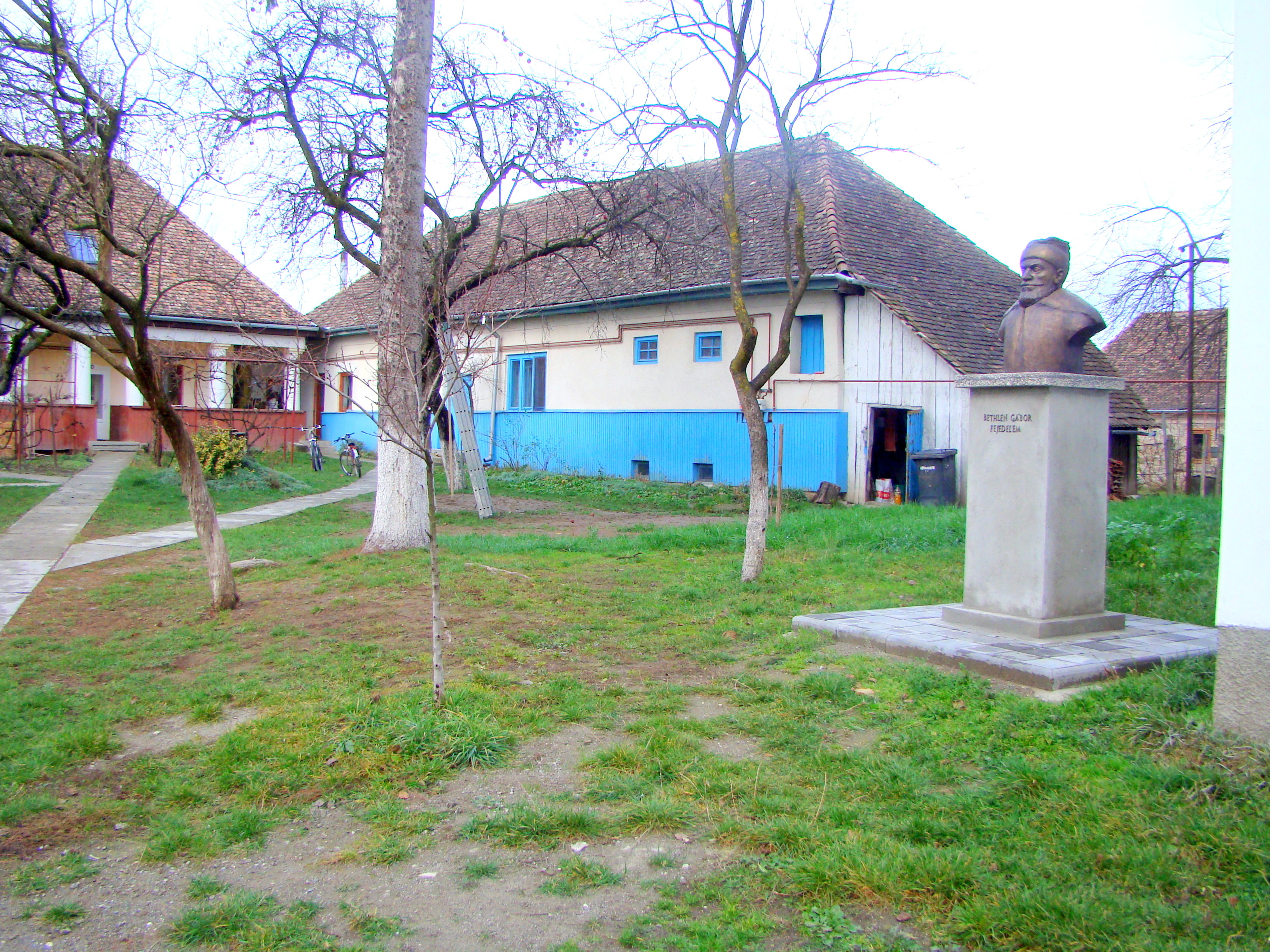
Casa parohială reformată şi bustul lui Bethlen Gábor